# Zdzisław Żygulski (filolog)
Zdzisław Żygulski sen. (ur. 4 kwietnia 1888 w Przemyślu, zm. 22 października 1975 w Łodzi) – polski filolog, germanista, historyk literatury niemieckiej, profesor nauk humanistycznych, wykładowca Uniwersytetu Łódzkiego i wykładowca Uniwersytetu Wrocławskiego. Ojciec Kazimierza i Zdzisława juniora.

## Studia i kariera naukowa
Studiował filologię germańską i klasyczną na Uniwersytecie Lwowskim w latach 1906–1908, a następnie w latach 1908–1911 na Uniwersytecie w Wiedniu. W 1914 uzyskał na Uniwersytecie Wiedeńskim stopień naukowy doktora na podstawie pracy pt. Über die Gleichnisse in den Gesprächen Goethes. W latach 20. był profesorem w III Gimnazjum Państwowym im. Stefana Batorego, w którym uczył języka niemieckiego i propedeutyki filozofii (przydzielony z XII Państwowego Gimnazjum im. Stanisława Szczepanowskiego we Lwowie, w 1927 przeniesiony na stałe).
Na polskim Wydziale Humanistycznym Uniwersytetu Jana Kazimierza we Lwowie był docentem historii literatury niemieckiej. a w 1939 habilitował się na podstawie rozprawy Schillers tragisches Pathos (druk 1939). Od 1946 r. profesor nadzwyczajny. Od 1959 profesor zwyczajny. Doktor honoris causa Uniwersytetu Wrocławskiego (1975).
Został pochowany na cmentarzu Rakowickim w Krakowie.

## Praca zawodowa
W latach międzywojennych pracował jako nauczyciel gimnazjalny. W latach 1939–1941 i 1944–1945 pracował jako docent na Uniwersytecie Lwowskim. Od 1945 r. związany z Uniwersytetem Łódzkim, był twórcą i pierwszym kierownikiem Katedry Filologii Germańskiej. Po zlikwidowaniu germanistyki na UŁ przeniósł się w 1953 r. na Uniwersytet Wrocławski, tam kierował Katedrą Filologii Germańskiej.

## Działalność w stowarzyszeniach i komitetach naukowych
- Członek Łódzkiego Towarzystwa Naukowego (ŁTN),
- Członek Komitetu Neofilologicznego Polskiej Akademii Nauk (PAN),
- Członek Komisji Literatur Zachodnioeuropejskich Polskiej Akademii Umiejętności (PAU).

## Tematyka prac naukowych
Był przede wszystkim badaczem literatury niemieckiej XVIII i XIX stulecia, znawcą twórczości Fryderyka Schillera i Henryka Kleista
Z jego prac zawierających wątki historyczne wymienia się artykuły:
- Rok 1848 w literaturze niemieckiej (1948)
- Henryk Kleist w stosunku do swojej epoki (1950)
- Fryderyk Schiller wobec prądów politycznych i umysłowych swojej epoki (1960)
- Filologia germańska w dwudziestoleciu 1944–1964 (1964).

Podczas pobytu we Wrocławiu opublikował także antologię
- Silesiaca, zawierającą teksty pisarzy śląsko-niemieckich z XVII w., dotyczące m.in. recepcji literatury polskiej na tym obszarze (1957).